# Ima
Az ima vagy imádság olyan vallásos cselekedet, amely szóbeli vagy elmebeli kommunikáció útján egy felsőbbrendű lénnyel vagy az imádat tárgyával való kapcsolatot akarja létrehozni. Szűkebb értelemben a kifejezés Isten vagy egy istenség, istenített ős vagy szent stb. felé irányuló könyörgési, közbenjárási vagy hálaadási cselekvésre utal. 
Legáltalánosabb érvénnyel az egyénnek vagy közösségnek a transzcendenssel való kommunikációja. E meghatározásban a transzcendens – az adott vallás hitvilágától függően számos jelentéssel bírhat. Vonatkozhat az Istenre vagy istenekre, halottakra, személyes vagy személytelen szellemi létezőkre, a közelebbről meg nem határozott numinózumra vagy a világ rendezőelvére. A kommunikáció ebben az értelemben a kapcsolattartás bármely formáját jelentheti, a legváltozatosabb megnyilvánulásokkal. Ilyenformán az imádkozás történhet gondolatban vagy fennhangon; szavakkal, énekkel vagy szavak nélkül; tánccal vagy bármely más mozdulattal, gesztussal – vagy ezek bármely kombinációjával. A cselekedeten túlmenően az ima szó a verbális imádkozás szövegét is jelenti.

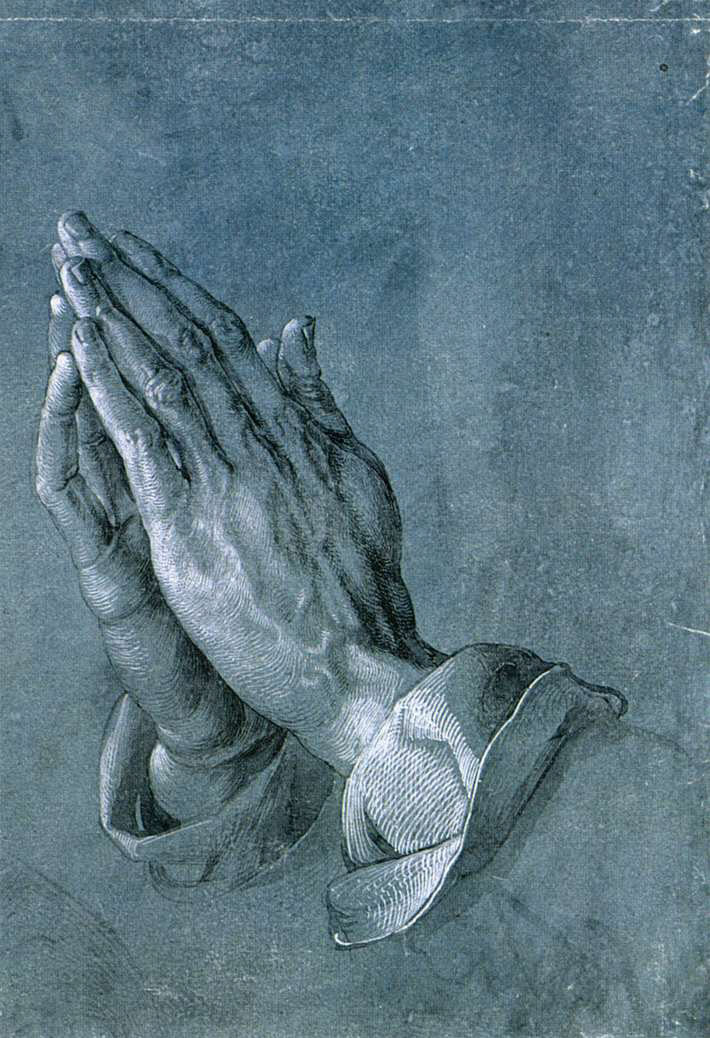
Albrecht Dürer Imádkozó kéz című tanulmánya 1508-ból

## A világvallásokban

### Kereszténység
A keresztények általában Istenhez imádkoznak, de bizonyos egyházakban szentekhez is szólhat az ima. 
Egyes keresztények, például katolikusok, evangélikusok, ortodoxok és metodisták imádkoznak a halottakért is.
Az imák meglehetősen változatosak. 
Bevett szokás, hogy az imákat a „Jézus nevében” mondják és az „ámen” szóval vagy gyakran a kereszt jelével fejezik be, vagy kinyilvánítják a Szentháromság-formulát.
Az imák lehetnek betanultak vagy teljesen spontának. A külső jelei lehetnek a lehajtott fej és az összekulcsolt vagy összetett kéz vagy a letérdelés. 
A katolicizmus latin egyházában valószínűleg a legelterjedtebb a rózsafüzér; a keleti kereszténységben (beleértve a katolikus egyház keleti katolikus egyházait és az ortodox egyházat is) a Jézus-ima.
A Miatyánk több felekezet, de főleg a római katolikusok alapimája.
A protestánsok általában a Jézus által adott Miatyánk-ot mintaértékűnek veszik, és elutasítják annak betanult, szó szerinti ismételgetését.
Egyes felekezetekben vagy lelkiségben az ujjongás gesztusai dominálnak. A pünkösdi-karizmatikus gyülekezetekben az imát gyakran kíséri ismeretlen nyelven való beszéd, ezt a gyakorlatot ma glosszolália néven ismerik.

### Iszlám

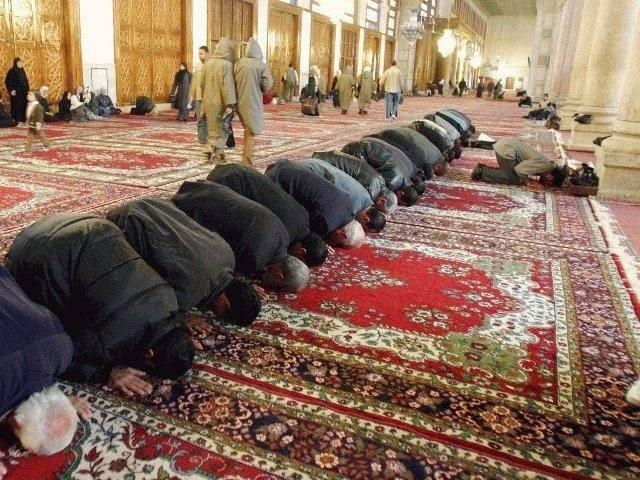
Muszlimok leborulnak egy mecsetben

A muszlimok az imádkozás három fő formáját különböztetik meg:
- szalát - a napi ötszöri kötelező imádság. A hívek ima közben a Korán által előírt napi 5 alkalommal Mekka irányába nézve a földön hajlonganak.
- dzikr - Istenről való megemlékezés, amelyet főként a szúfik gyakorolnak
- du'á - Isten személyesebb megszólítása, ilyen például az Ó, Irgalmas (já Latíf) kezdetű imák, amelyek a Korán 42:19-en alapulnak.

A napi öt kötelező ima:
- fadzsr (فجر) (hajnali ima, ami 2 kötelező és előtte 2 önkéntes rakából áll)
- zuhr (ظهر) (déli ima, ami 4 kötelező és előtte illetve utána 2-4 önkéntes rakából áll)
- aszr (عصر) (délutáni ima, ami 4 kötelező és előtte 2-4 önkéntes rakából áll)
- magrib (مغرب) (naplementi ima, ami 3 kötelező és előtte illetve utána 2 önkéntes rakából áll)
- isá (عشاء) (esti ima, ami 4 kötelező és előtte illetve utána 2 önkéntes rakából áll)

### Hinduizmus
Az imádság (szanszkrit: prārthanā) áthatja a hinduk életét, de nem olyan formális stílusban, mint például a muszlimoknál. Nagy érdem (punjā) fakad az imák elmondásából, amelyek többsége védikus himnuszokból ered. Az imádságokat áhítat hatja át (különösen a bhakti esetében) és gyakran a mantrába olvadnak át.

### Buddhizmus
A buddhizmusra jellemző a csöndes meditáció és az imának imamalom vagy imakerék forgatásával való kísérete. Bizonyos buddhista szektákban imák kísérik a meditációt is; az imádságot főleg egy erőteljes pszichofizikai gyakorlatnak tekintik, amely fokozhatja a meditációt.

### Judaizmus

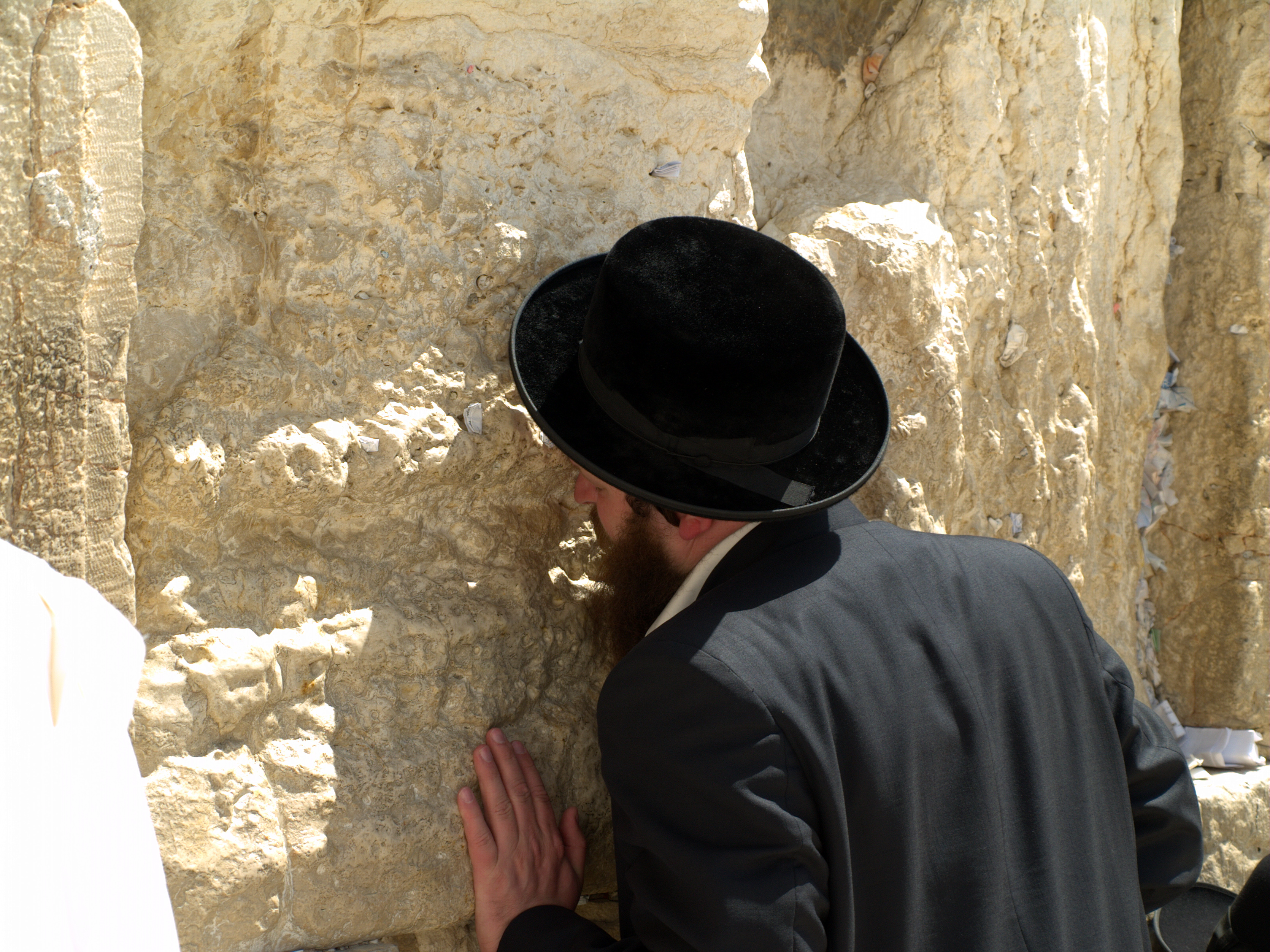
Egy zsidó imádkozik a jeruzsálemi siratófalnál

A zsidó vallásban különös a jelentősége az imádságot kísérő ruházatnak és kiegészítőknek – liturgikus ruhák és kellékek nélkül azonban a katolicizmus és ortodoxia sem képzelhető el.
A zsidó imakönyvek a hétköznapi és ünnepi imák szövegeit tartalmazzák. A mindennapi imákat magában foglaló könyvnek sziddur a neve.

### Zoroasztrianizmus
A zoroasztriánus imádság két fő típusa a magán és nyilvános liturgia. Minden hívőnek kötelessége naponta legalább ötször elmondani  a kuszti-imát. Az Aveszta bizonyos imádságait kívülről meg kell tanulniuk a hívőknek.

## Az ima fajtái
Az emberiség vallási sokszínűségének egyenes következménye, hogy az imának mind belső lényegét, mind megnyilvánulásait tekintve számtalan fajtája különböztethető meg. A felosztás szempontjai is nagyon változatosak lehetnek.

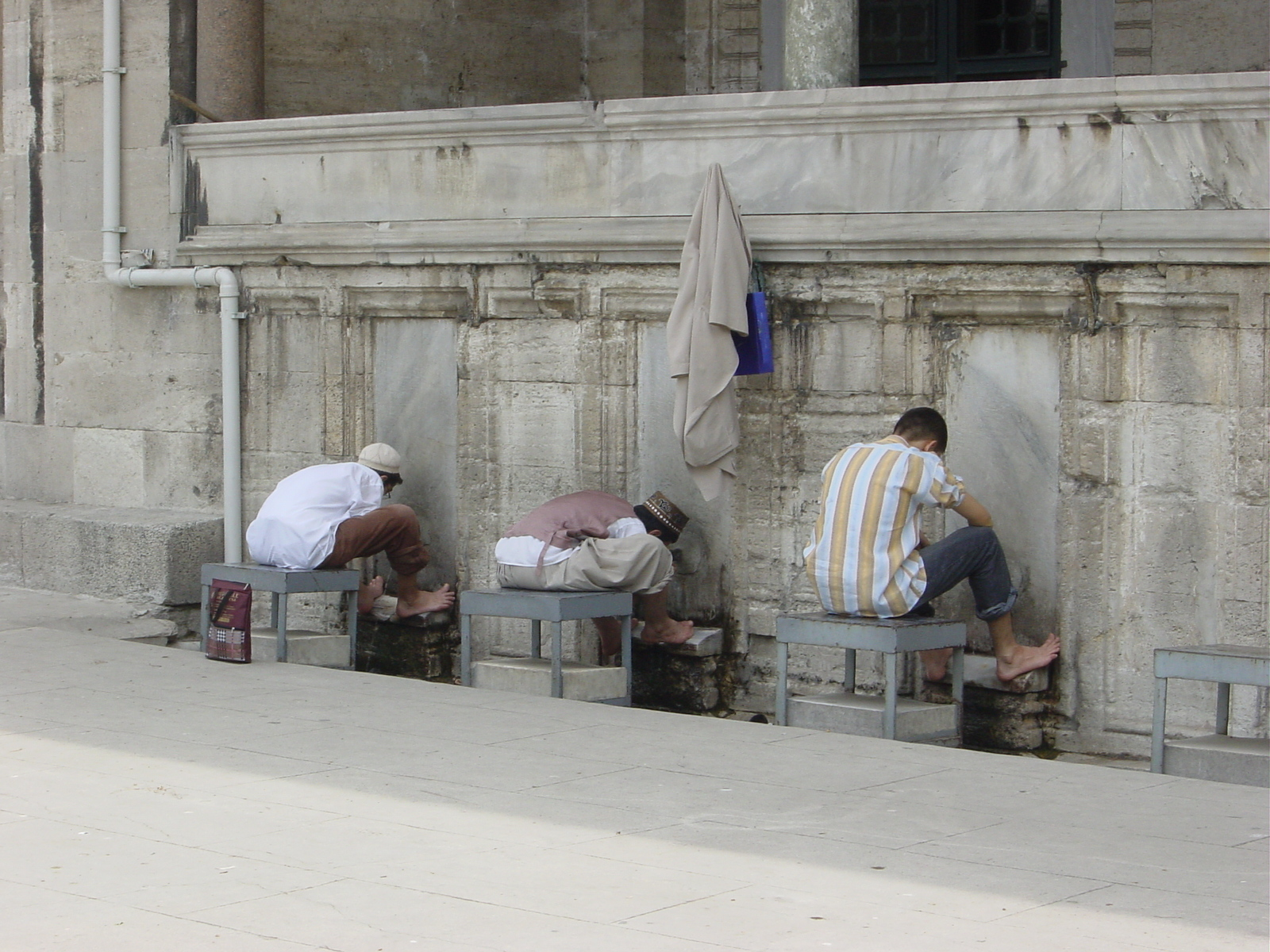
Az ima előtti rituális mosdást végző hívő muszlimok az isztambuli Süleymaniye dzsáminál

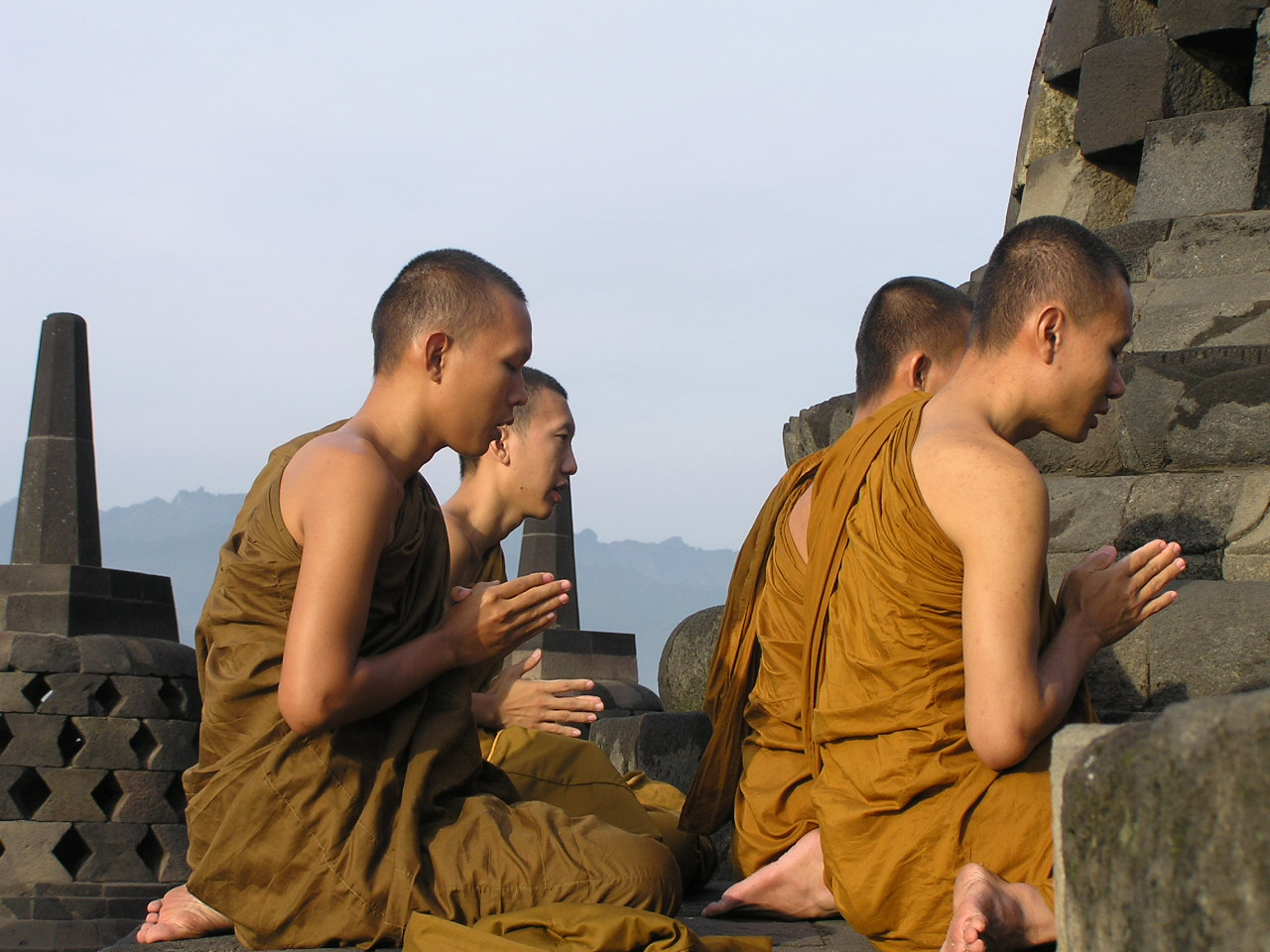
Buddhista szerzetesek

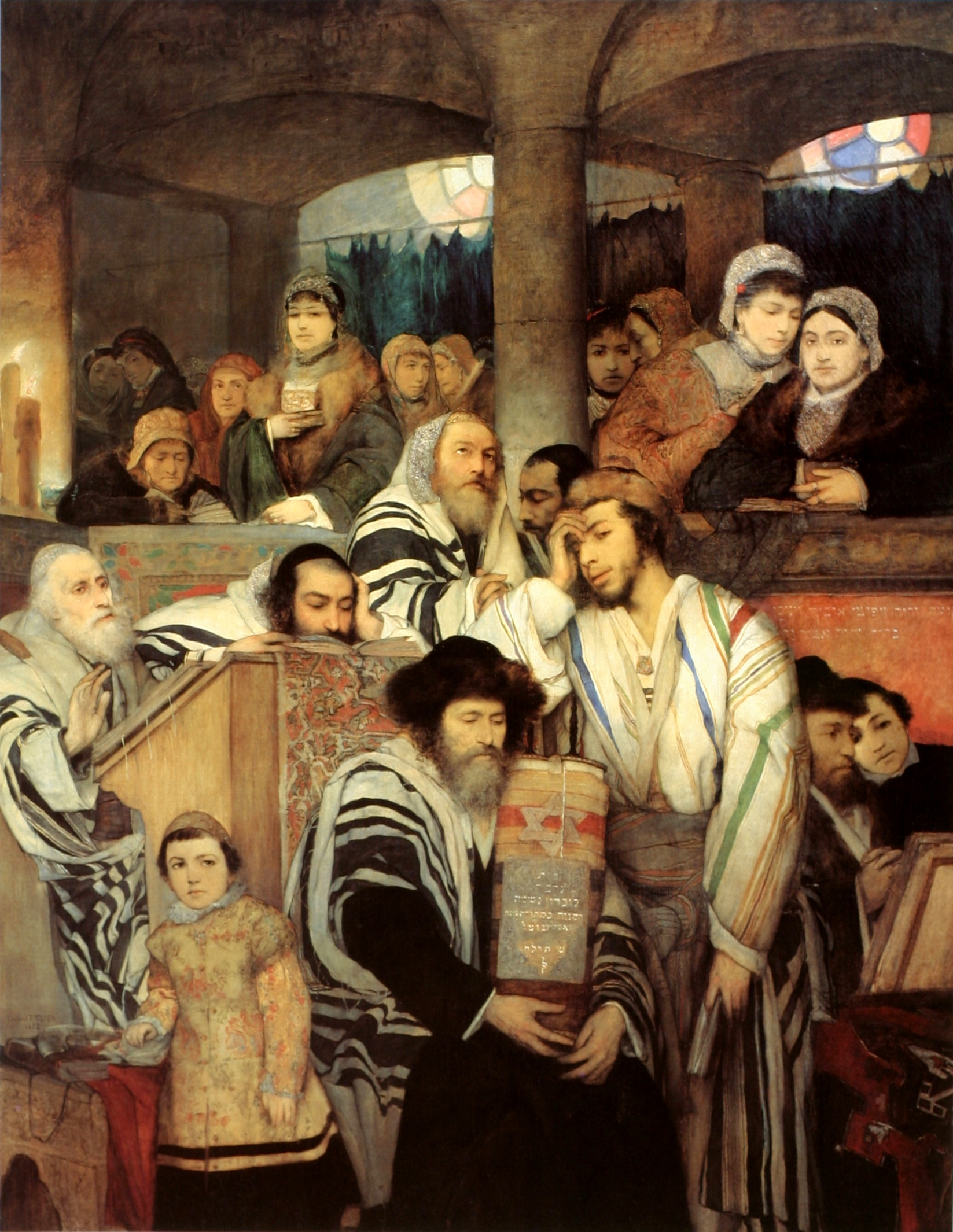
Maurycy Gottlieb: Zsidók imádkozása a zsinagógában jom kippurkor (1878)

A formai jegyek különösen jellemzőek az egyes hitvilágok és vallások híveinek imádkozási gyakorlatára, de e jellemzők egyrészt felbukkanhatnak más vallásokban is, másrészt az adott rendszeren belül sem kizárólagosak.
Egyes természeti népek tánccal kísérik a felső hatalmakhoz intézett könyörgésüket – de a tánc megjelenik a judaizmusban, a kereszténységben és az iszlámban is.
Az imádságnak az elemei részben önálló formát öltöttek (a kérés például közbenjáró imádság is lehet), és az ember más-más módon is állhat Isten (vagy a transzcendens) előtt, ezért az imádság kifejezésének vallásonként eltérő tartalma lehet.

### Egyéni és közösségi ima
Az ima eredetileg az ember autonóm cselekedete, az önkifejezés egy fajtája. Az ember közösségi létéből adódóan azonban csaknem minden kultúrában felmerül az igény a közösen megélt transzcendens-tapasztalat együttes kifejezésére. A vallásokban általában egymás mellett él az egyéni és közösségi ima gyakorlata, többnyire kölcsönhatásban egymással.

### Spontán és szervezett ima
A vallásfenomenológia megfigyelései szerint az imádkozás sui generis emberi cselekedet, s mint ilyen, eredendően spontán megnyilvánulás. A szervezett társadalom kialakulása azonban az emberi élet minden területét érintette, így a transzcendenssel való spontán kapcsolat mellett megjelent a szervezett vallás jelensége. A legtöbb vallásban létező gyakorlat, hogy előírások rögzítik mind a közösségi, mind az egyéni imádkozás kereteit. A vallási előírások strukturálják a teret és az időt, más-más imákat írva elő az év különböző szakaszaira, ill. a egyes napszakokra, valamint a szakrális, illetve profán térben végzett imádságra. A szervezett vallás ugyanakkor nem szünteti meg az egyéni, spontán imaéletet: a kettő többnyire párhuzamosan létezik.
A konkrét előírások mellett számos vallás ad javaslatokat az imára vonatkozóan. Ezek nem kötelező érvénnyel mondják meg, miképp kell imádkozni, hanem – főleg korábban élt emberek tapasztalatai alapján – tanácsokat adnak arra nézve, miképp érdemes imádkozni. Ez a megközelítés (gyakran éppen hogy konfrontálódva az adott vallás kötelező előírásaival) átvezet a misztika témájához.

### Szóbeli és szótlan ima
Az imádkozás jelenthet szóbeli megnyilvánulást, ezen belül az ima lehet kötött szövegű vagy szabadon mondott. Egyéni helyzetben akár a kötött, akár a szabad ima történhet fennhangon vagy csak gondolatban.
De az imának vannak olyan fajtái, amelyekben az (akár hangos, akár néma) verbalitás semmilyen szerepet nem kap. Az elmélkedés során az imádkozó nem szólítja meg a transzcendenciát, hanem belső képek és gondolatok segítségével próbál közelebb jutni hozzá. A keresztény elmélkedésnek egyik ismert módja, amikor a hívő maga elé képzel egy bibliai jelenetet, és elképzeli, hogy ő maga is jelen van a szituációban, akár külső szemlélőként, akár valamelyik szereplővel azonosulva.
A szemlélődés (latinul: kontempláció) során az imádkozó nemcsak szavakat, de fogalmakat sem használ: egyszerűen csak jelen van. Nem végez megfigyelést, nem hoz ítéleteket, nem von le következtetéseket, csupán van. Paradox módon a szemlélődő ima kísérője lehet sok esetben valamely kötött szövegű ima mechanikus ismétlése. Ebből az is következik, hogy pusztán az ima külső megfigyeléséből nem lehet következtetni annak belső valóságára: ha azt látjuk, hogy valaki félhangosan mormolja a rózsafüzért, nem lehet eldönteni, hogy az illető vallásos előírásnak engedelmeskedve ismételgeti az Üdvözlégyet, vagy a szemlélődés és az Istennel való kapcsolat legmélyebb, legintimebb régióiban jár éppen.

### Az ima tartalma
Elsősorban a szóbeli (akár kötött, akár szabadon mondott) imánál értelmezhető az a kérdés, hogy az imádkozót milyen szándék vezeti, mi a mondanivalója. A keresztény vallásgyakorlatban mindmáig kimutatható a pogány hitvilágból örökölt számos fordulat. Hagyományos keresztény felosztás szerint az ima lehet dicsőítés, hálaadás, kérés vagy engesztelés. Ténylegesen azonban az imák végtelen gazdagságáról beszélhetünk.

### Kötött szövegű imák
A szervezett vallások egyik jellegzetessége, hogy bizonyos szertartásokat időről időre azonos módon ismétel meg. Ez logikusan vezet a kötött szövegű imák kialakulásához. A zsidó-keresztény kultúrában ennek egyik eklatáns példáját alkotják a zsoltárok, amelyek a liturgiának máig nélkülözhetetlen részei. Az istentiszteletnek csaknem minden vallásban vannak kötött elemei: ez jelenthet néhány jellemző mondatot, de szélsőséges esetben jelentheti az egész szertartás rögzített szövegűségét. A katolikus kereszténységben az ismertebb imák a Miatyánk és az Üdvözlégy.

## Idézetek
- "Amikor imádkozunk, Isten a szívünket nézi, nem a szövegeinket" - Anthony de Mello
- "A hangos ima általában nem Istennek szól, hanem a templom közönségének" - Moldova György
- "A belső ima egész épülete az alázatosság talapzatán nyugszik, és minél mélyebbre alázza magát a lélek a belső imában, annál magasabbra emeli az Úr" - Ávilai Szent Teréz
- "Az imádság szívünk feltárása Isten előtt, úgy mint egy jó barát előtt" - Ellen Gould White
- "... tedd imám tűzzé, mely porrá égeti azon fátylakat, melyek engem a Te szépségedtől elválasztanak, és tedd lámpássá, mely Jelenléted óceánjához vezet engem." Baháalláh[5]
- "Tudjuk, hogy Isten nem hallgatja meg a bűnösöket, de ha valaki istenfélő és Isten akaratát teljesíti, azt meghallgatja." - Jn 9,31

## Története
Az áldások, átkok, ráolvasások és rontások minden bizonnyal egyidősek az emberiséggel, és a jelek szerint túlélnek minden történelmi és kulturális változást: sikeresen integrálódnak bármely vallásban, ha nem a hivatalos vonalában, akkor a néphagyományban.